# Rawana

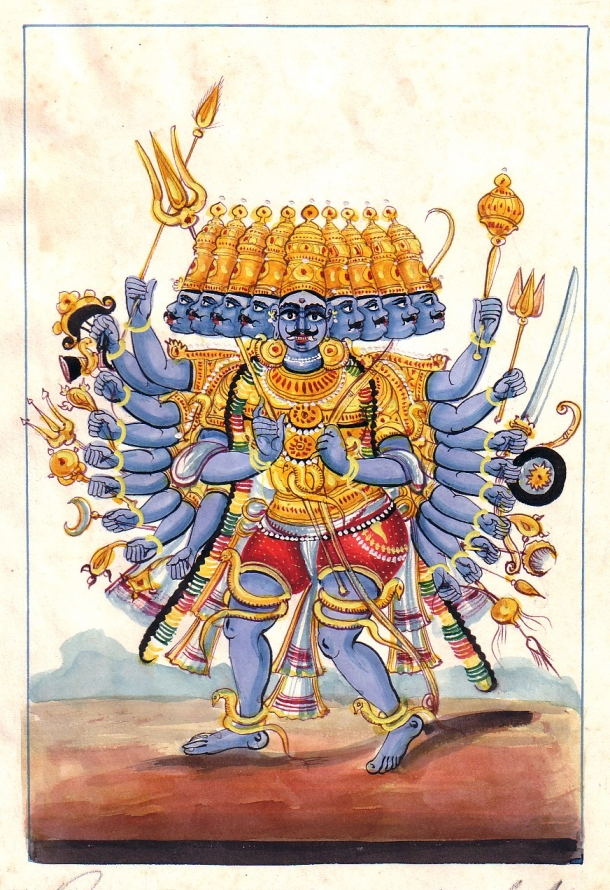
Tradycyjne przedstawienie Rawany

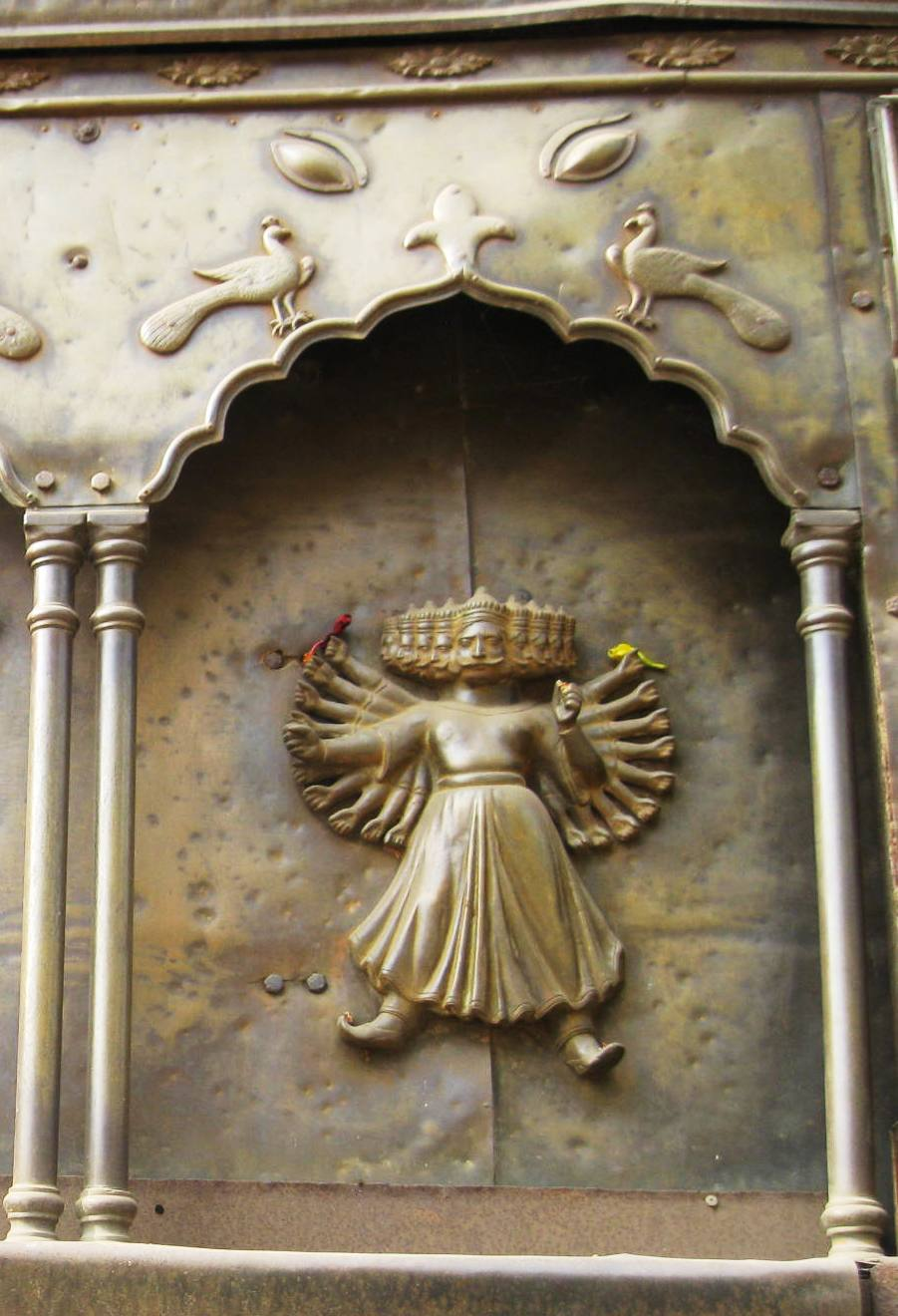
Rawana na mosiężnym rydwanie, Searsole Rajbari, Bengal Zachodni, Indie

Rawana – antagonista w indyjskim eposie Ramajana, rakszasa, który podstępnie zagarnął tron Lanki i porwał Sitę, żonę Ramy. Przedstawiany jako demon o dziesięciu głowach i dwudziestu rękach, stąd alternatywne imiona Daśamukha (Dziesięciolicy), Daśakantha (Dziesięciogłowy). W tajskiej wersji eposu (Ramakien) występuje pod imieniem Tosakan, w khmerskiej (Reamker) – Rābṇ, a w jawajskiej – Dasamuka.
Łamał zasady prawa wobec ludzi i bogów. Naraził się Śiwie, usiłując przesunąć górę Kajlas, na której Śiwa  tulił swoją żonę Parwati. Oburzony Śiwa, przyciskając górę do ziemi, przygniótł ręce Rawany. Wyraz jego bólu był tak przeraźliwy, że właśnie wtedy zyskał on przydomek Rawana – Krzykacz, Wyjec. Scenę tę przedstawiono m.in. na płaskorzeźbie w słynnej świątyni Kailaś w Elurze.